# Escape radiactivo de la Junta de Energía Nuclear de 1970
El escape radiactivo de la Junta de Energía Nuclear de 1970 fue un accidente radiactivo originado en la sede de la Junta de Energía Nuclear (JEN) en Madrid, el 7 de noviembre de 1970. Una serie de fallos humanos provocaron el vertido de entre 40 y 80 litros de agua contaminada al río Manzanares, lo que provocó a su vez la contaminación de los ríos Jarama y Tajo.

## Antecedentes
La JEN fue un organismo fundado en 1951, orientado a la investigación nuclear tanto en términos civiles como militares, ubicado en la Ciudad Universitaria. En 1958 se puso en marcha el reactor nuclear de piscina JEN-1 y en 1968 se incorporó el Coral-1, reactor nuclear rápido de investigación, suministrado por Estados Unidos.
Si bien el régimen anunciaba que las investigaciones de la JEN estaban orientados hacia la medicina, la agricultura y otras aplicaciones industriales, una parte del esfuerzo se orientaba a obtener plutonio con fines militares. El objetivo final era desarrollar armas nucleares, una idea firmemente defendida por el almirante Luis Carrero Blanco.

## El accidente
El sábado 7 de noviembre de 1970 a las doce de la mañana se procedía al trasvase de 700 litros de desechos radiactivos del tanque A-1 de la planta M-I (donde se ubicaba el reactor) al depósito T-3 de la planta CIES, donde se trataban los residuos. Dichos residuos contenidos en el agua eran, fundamentalmente, estroncio-90, cesio-137, rutenio-106 y partículas de plutonio. 
Sin embargo, parte del trasvase no acabó en el depósito T-3, sino que pasó al alcantarillado y fue vertido al río Manzanares. En total pudieron verterse alrededor de 300 Ci, equivalentes a 11,1 terabecquerelios.
A los cinco minutos de iniciarse el trasvase, el representante de Medicina y Protección recomendó detener la operación, pero esta se mantuvo por un tiempo más. Enterados finalmente del vertido, los trabajadores continuaron su cometido hasta las 14:45, hora en la que se marcharon de fin de semana. No sería hasta el lunes 9 de noviembre cuando comenzarían a estudiarse las medidas a adoptar.

### Zonas contaminadas

Recorrido del río Tajo.

El río Manzanares es afluente del Jarama, y este lo es a su vez del Tajo. El vertido provocó la inmediata contaminación radiactiva y por metales pesados de los tres ríos y, por ende, de los terrenos agrícolas situados a sus orillas y de los regadíos a los que suministraba. No está claro si también afectó al suministro urbano de agua.
Por otra parte, un defecto en la tubería de desagüe provocó también la filtración de agua bajo el suelo de la JEN, provocando la contaminación de los acuíferos subterráneos.
Las primeras mediciones se salían de escala en contadores capaces de marcar lecturas de hasta 15.000 cps (cuentas por segundo) en zonas donde la radiactividad habitual es de entre 100 y 120 cps. Posteriores lecturas arrojaron valores de exposición de hasta 10.000 veces la dosis permitida en los ríos Manzanares y Jarama, mientras que en Aranjuez estos valores llegaron a superar en 75.000 veces dicha dosis.
El aumento de radiactividad fue detectado también en el río Tajo a su paso por Lisboa (Portugal). Esto motivó esfuerzos diplomáticos entre el régimen de Franco y el de Salazar para evitar que la noticia saliera a la luz pública.

## Medidas adoptadas
El accidente se detectó al final de la jornada. Los trabajadores se fueron de fin de semana y no sería hasta el lunes 9 de noviembre cuando comenzaron a recolectarse algunas hortalizas de cultivos situados a orillas de las cuencas afectadas, aunque sin demasiada premura y evitando dar información a los agricultores afectados. El 14 de enero de 1971, más de dos meses después, la JEN aprobó un informe que aconsejaba:
- Impedir el consumo de los vegetales que crezcan en las parcelas contaminadas.
- Impedir el riego con agua de los canales y ríos que contengan agua o fangos contaminados.
- Evaluar los riesgos a causa de la ingestión de alimentos contaminados con estroncio-90.

Sin embargo, era evidente que en dos meses gran parte de la cosecha había sido comercializada y consumida. A pesar de todo, el accidente se mantuvo en secreto. 
Los controles fueron escasos y carentes de información. Se recolectaron hortalizas de las distintas cuencas afectadas, en ocasiones bajo la excusa de haberse producido contaminación por un vertido de gasóleo o que se estaba investigando nuevas formas de producir pienso para el ganado. También se retiró barro de las acequias para su tratamiento: tras el vertido, la Real Acequia del Jarama fue drenada y la JEN decidió abandonar en el sitio los sedimentos con niveles por debajo de los 50 microrem/hora (mRem/h), equivalente a 0,0005 milisieverts/hora (mSv/h) o en torno a 4 milisiverts/año, según medidas del S.I., que están en el rango de entre 3 y 6 mSv que se estima que se absorben de forma natural al año por persona. Los residuos con niveles superiores a 500 mRem/h (0,005 mSv/h/) fueron llevados a El Cabril, y aquellos entre 50 y 500 Rrem/h (0,0005 y 0,005 mSv/h) se decidió enterrarlos en diferentes puntos a lo largo de los márgenes del canal del Jarama.
Los elementos contaminados que se rescataron de los cultivos visitados fueron enterrados en su mayoría en un terraplén de la propia JEN.

## Causas
El 5 de diciembre de 1971 la JEN emitió un informe de investigación en el que participaron organismos internacionales, entre ellos la Organización Internacional de Energía Atómica, que había visitado las instalaciones en julio de ese año en el marco de la citada investigación.

### Causa directa
El informe destacó la «planificación inadecuada» de la operación, dado que ésta se efectuó mientras estaba abierta una válvula que podía comunicar posibles fugas del líquido con el desagüe general de Madrid, como finalmente ocurrió.

### Otros elementos contribuyentes
La reacción al accidente no fue proporcional a su magnitud: «Mientras el representante de Medicina y Protección recomendaba que no se vertiese más agua a la red general, se hacía, al parecer, lo contrario», reflejando con ello una lentitud y negligencia que agravaron la situación. El informe destaca que «la alarma originó "cierto confusionismo"» entre el personal. 
Además, la investigación reveló un dato que parecía explicar el porqué de tantas imprecisiones: «ni el jefe de la Sección de Combustibles irradiados, ni el jefe del Grupo de Operación de la Planta M-1 ni el jefe del Grupo de Residuos conocían la reglamentación en materia de seguridad nuclear». Tras esto, la JEN procedió a actualizar los procedimientos de trabajo con materiales radiactivos.

## Consecuencias

### Inmediatas
No hubo consecuencias inmediatas en la salud de los trabajadores de la JEN, debido a que usaron los medios de protección adecuados y la fuga, en todo caso, se produjo en el propio circuito, no afectando a las instalaciones.
Tampoco afectó de inmediato a la salud de la población, debido a que los valores medidos nunca fueron lo suficientemente elevados como para favorecer la aparición de síntomas asociados al síndrome por radiación aguda.
Sí afectó, por su parte, a los cultivos: al menos 48 parcelas registraron altos niveles de contaminación. Algunas cosechas se deterioraron por la acción de la radiactividad y de los metales pesados existentes en el agua del río. La mayoría, sin embargo, fueron cultivadas con aparente normalidad y comercializadas, sin que se hayan evidenciado controles posteriores que no lo desaconsejasen.

### A largo plazo
Dada la naturaleza secreta del proyecto y la necesidad de no alarmar a la población ni a la opinión pública internacional, ya de por sí tendente a condenar la dictadura, no se adoptaron medidas conducentes al estudio epidemiológico del vertido.
No existen evidencias, por tanto, de que haya habido un incremento de la incidencia de cáncer asociado a los efectos estocásticos de la contaminación por radiación en las poblaciones afectadas. Sin embargo, a la vista de los testimonios de algunos agricultores aquejados de este tipo de enfermedades o bien fallecidos por ello podría pensarse que el accidente sí propició la aparición de consecuencias a largo plazo, pese a que no se ha realizado ningún estudio al respecto.

## El accidente en los medios
El vertido de residuos radiactivos al cauce del río Manzanares no fue conocido de primera mano por la opinión pública. Únicamente en mayo de 1971 algunos periódicos, notablemente el ABC y el diario Informaciones, se hicieron eco de testimonios y filtraciones sobre el accidente. La JEN difundió en este último una nota explicativa tras varios días minimizando los hechos. Posteriormente, en el informe publicado el 5 de diciembre afirmaba que «no se espera que el escape tenga consecuencias graves a largo plazo», acallando así cualquier voz discordante.
En febrero de 1972 Franciso Ibáñez publica la historieta El Troncho 90 aludiendo, se cree, al principal producto contaminante.
No sería hasta 1994 cuando la desclasificación de documentos permitió a la prensa generalista española hacerse eco de lo sucedido. Posteriores investigaciones llevaron a reportajes televisivos en los que, aún hoy, se denuncia la falta de información y la inacción de las autoridades.

## La Junta de Energía Nuclear después del accidente
El silencio aplicado a todo lo relativo al accidente permitió seguir trabajando en los distintos objetivos de la JEN. No sería hasta la muerte de Luis Carrero Blanco, primero, y de Francisco Franco, después, cuando el programa nuclear español comenzó a perder fuerza.
En 1981 el Gobierno de España renunció al proyecto de bomba atómica y aprobó el desmantelamiento de la JEN; no obstante, en 1986 cambió su nombre por el de Centro de Investigaciones Energéticas, Medioambientales y Tecnológicas. El reactor Coral-1 fue desmantelado en 1994, y desde entonces se ha procedido a la descontaminación de las instalaciones y al traslado de los residuos al almacén de residuos radiactivos de baja y media actividad de El Cabril.